# 808 Armeński Batalion Piechoty
808 Armeński Batalion (niem. Armenisches Infanterie-Bataillon 808) – kolaboracyjny ochotniczy oddział wojskowy Wehrmachtu złożony z Ormian podczas II wojny światowej.

## Historia
Rozkazem z 30 grudnia 1941 r. miał zostać utworzony Legion Armeński. Faktycznie dopiero w połowie maja 1942 r. w obozie jenieckim w Baranowiczach niemieccy werbownicy wydzielili grupę jeńców wojennych pochodzących z Kaukazu, m.in. armeńskiego pochodzenia. Wprowadzono wśród nich mniej surowy reżim, zapewniono pewne przywileje. Pod koniec maja Ormianie znajdujący się w najlepszej formie fizycznej zostali przeniesieni do innego obozu, na zachód od Baranowicz, gdzie zebrano grupy z innych obozów jenieckich. Następnie przetransportowano ich w liczbie ok. 500 osób pod Warszawę do Beniaminowa. Stamtąd 140 Ormian zostało przewiezionych w rejon Radomia, gdzie w ciągu krótkiego czasu zebrano ok. 1 tys. b. jeńców wojennych armeńskiego pochodzenia. Zostali oni umundurowani w uniformy polskiej i francuskiej armii, a następnie podzieleni na pięć kompanii. W ten sposób powstał 1 Armeński Batalion Strzelecki „Wartan Zorawar”. 
Na pocz. lipca przeniesiono go pod Puławy, po czym przemianowano na 1 Bojowy Batalion Armeński. Składał się z 1, 2 i 3 kompanii strzeleckich, 4 kompanii karabinów maszynowych i 5 kompanii sztabowej. Kompanie strzeleckie liczyły po 180-200 żołnierzy, karabinów maszynowych – ponad 140, a sztabowa – ok. 250. W międzyczasie uzupełniano go nowymi Ormianami z Armii Czerwonej. Ogółem było to ok. 800 ludzi. Ostatecznie batalion otrzymał numer 808. W tym samym czasie Ormian gromadzono też w Dubnie i Lublinie. Zostali oni umundurowani w uniformy francuskiej i belgijskiej armii. Po 3 miesiącach szkolenia wojskowego sformowano z nich cztery kompanie strzeleckie, liczące ok. 800 żołnierzy. W maju 1942 r. zostały one przeniesione do obozu pod Radomiem. W tym miesiącu przybyły tam jeszcze 2 transporty jeńców wojennych armeńskiego pochodzenia w liczbie ok. 500 ludzi, z których utworzono 5 kompanię. Na czele 808 Batalionu stanął niemiecki oficer Wehrmachtu mjr Kucera, który zaktywizował proces szkoleniowy. Zostały utworzone 2-tygodniowe kursy dowódcze dla młodszych oficerów. Bardzo ważne były też spotkania propagandowe, na których prowadzono szkolenie ideologiczne, organizowano wykłady i odczyty, rozdawano gazetki w języku armeńskim i rosyjskim. W sztabie batalionu było po 4 Niemców i 4 Ormian – emigrantów. Pododdziałami dowodzili niemieccy podoficerowie, zaś armeńscy byli ich zastępcami. W dniach 20-25 lipca 1942 r. żołnierze dostali uzbrojenie produkcji niemieckiej i zdobyczne sowieckie (oprócz karabinów ręcznych i 16 karabinów maszynowych były to 3 działka ppanc. 46 mm i 8 moździerzy 82 mm) oraz przemundurowano ich w niemieckie uniformy wzoru z 1939 r. Następnie Ormianie przed flagą niemiecką i armeńską złożyli przysięgę na wierność Adolfowi Hitlerowi. Zadanie batalionu określono jako walkę z bolszewikami o oswobodzenie Armenii. Na pocz. sierpnia z Warszawy do batalionu przyjechała delegacja armeńskich emigrantów, którzy nawoływali do walki z Sowietami. Wizytowała go ponadto grupa niemieckich wyższych oficerów, przed którymi odbyła się uroczysta parada. 
19 sierpnia 1942 r. Ormianie dowiedzieli się o ich wysłaniu koleją na front wschodni. Następnego dnia batalion, liczący 916 Ormian i 45 Niemców, poprzez Brześć Litewski-Baranowicze-Homel-Kijów-Charków przybył do Taganrogu, skąd pieszo dotarł do stanicy Kawkazkaja. Tam ponownie koleją dojechano przez Armawir do stacji Niewinomyskaja, a dalej pieszo do Majkopu. Z powodu wrogiego stosunku do żołnierzy batalionu ludności cywilnej zaczęły szerzyć się przypadki dezercji. Z 3 kompanii zbiegło 5 Ormian. Potem uciekło jeszcze kolejnych 5 żołnierzy. W Majkopie w nocy z 25 na 26 września zdezerterowała grupa 10 żołnierzy na czele z dowódcą jednego z pododdziałów kpt. J. Chaczaturianem i druga 8-osobowa grupa. Okazało się, że ogółem zbiegło ok. 50 Ormian. Po przybyciu do Majkopu batalion został rozmieszczony na południowo-wschodnim skraju miasta. Jego żołnierze dowiedzieli się, że mają ochraniać sztab niemieckiej dywizji, walczącej w rejonie Tuapse. Jednakże Ormianie wkrótce zostali skierowani na front na linię Dachowskaja-Tiemnolesskaja-Kamieno-Mostskaja. Tam zaktywizowała się wśród żołnierzy antyniemiecka grupa konspiracyjna, zawiązana jeszcze krótko po sformowaniu batalionu. Liczyła ok. 10 ludzi. Jej członkowie zamierzali doprowadzić do przejścia całego składu batalionu na stronę sowiecką. 29 września wyznaczyli ze swojego grona „konspiracyjnego” dowódcę batalionu, komisarza politycznego i sekretarza organizacji komsomolskiej. Udało się też nawiązać kontakt z dowódcą miejscowego oddziału partyzanckiego. Zaplanowano wspólny atak na lotnisko wojskowe, a następnie ucieczkę na stronę Armii Czerwonej. Nie udało się to jednak, gdyż G. Matetian, dowódca plutonu 3 kompanii wraz z A. Pirimowem, dowódcą kompanii sztabowej poinformowali Niemców o działalności konspiratorów. W tej sytuacji postanowiono dezerterować mniejszymi grupami. Do 20 października 1942 r. na stronę 40 Brygady Strzeleckiej Armii Czerwonej zbiegło 23 Ormian na czele z Satarianem, b. politrukiem. 25 października G. Arutiunian napisał odezwę do żołnierzy batalionu o przejście do Armii Czerwonej, w wyniku której do partyzantów przeszła część Ormian z jednego z pododdziałów na czele z jego dowódcą N. Aramianem, zabrawszy ze sobą 2 karabiny maszynowe. W tym czasie Niemcy aresztowali członków grupy konspiracyjnej. Następnie rozbroili batalion i przeformowali go w oddział drogowo-budowlany. Podczas robót budowlanych batalion zaczęli ostrzeliwać partyzanci. Ponadto Niemcy dalej aresztowali kolejnych podejrzanych. 18 listopada 1942 r. Ormianie zostali skierowani w rejon Nieftianaja. W styczniu 1943 r. stacjonowali w rejonie Maratuki-Kotłowina. W lutym doszło do kolejnych aresztowań, a ponadto ze składu batalionu zaczęto usuwać tzw. niepewne elementy. Miejsce aresztowanych zajęli Ormianie-emigranci z Niemiec i Francji. Po 2-miesięcznym szkoleniu ideologicznym batalion znowu przeformowano na strzelecki. Dowódcą został Ormianin mjr A. Muradian. Skierowano go nie na front, ale na tyły do walki z partyzantami. Po pewnym czasie batalion został przetransportowany do okupowanej północnej Francji, gdzie pełnił służbę ochronną na wybrzeżu Normandii.